# 샤이 토리 팩터
샤이 토리 팩터(영어: Shy Tory Factor) 또는 수줍은 토리는 영국에서 발생하는 현상으로, 여론조사의 응답 결과보다 실제 보수당의 득표율이 더 높게 나오는 것을 말한다. 미국에서는 도널드 트럼프 당선 전후로 샤이 트럼프의 유사개념으로 사용되고 있기도 하다.

## 같이 보기
- 침묵하는 다수(silent majority)
- 시끄러운 소수(vocal minority)
- 샤이 지지층